# Bastaba
«Bastava» (en español: «Bastaba») es una canción grabada por la cantante italiana Laura Pausini, incluida en su decimoprimer álbum de estudio Inédito. Fue lanzada para su difusión radial el 20 de enero de 2012. La canción fue el tercer sencillo del álbum a nivel mundial, a excepción de Francia que fue lanzado como segundo sencillo.
La canción fue compuesta por Niccolò Agliardi y Eleonora Crupi, quien participó en la quinta edición de concursos de talentos Amici di Maria De Filippi en Italia y también se presentó en el Festival de San Remo. Luego la canción fue solicitada por Pausini para readaptarla. La versión en español estuvo a cargo de Ignacio Ballesteros, con la producción de Laura Pausini y Paolo Carta.

## Vídeo musical
El videoclip fue dirigido por Gaetano Morbioli en julio de 2011 en Ámsterdam, la misma ciudad donde se realizaron los videoclips anteriores de Benvenuto y Non ho mai smesso. Se dio a conocer el 26 de enero en el sitio del diario Corriere della Sera y el 30 de enero en todos los canales musicales.
En el videoclip muestra a Pausini vestida de blanco y negro, con el cabello libre, mientras canta en una sala muy grande, rodeada por una cámara de vídeo que se mueve hacia adelante y hacia ella. Se muestran escenas de la vida privada de Pausini (tales como escenas de backstage de su DVD San Siro 2007). Laura tiene la intención de tratar de llegar a una persona que llama desde un teléfono misterioso. Su llamada, en armonía con la canción, alterna diversos estados de la mente, la serenidad y la ira. También aparece su estilista Francesco Federico. Una parte del vídeo está ambientada en el puente móvil de la calle Staalstraat de Ámsterdam.

## Listas de canciones
CD sencillo
1. «Bastava» – 3:33
2. «Bastaba» – 3:33

## Actuaciones en vivo
El 26 de diciembre de 2011, Laura Pausini cantó Bastaba en vivo con Eleonora Crupi en el Mediolanum Forum de Assago, provincia de Milán, como parte de Inédito World Tour.

## Publicaciones en Inédito
Bastaba fue publicado en la versión en vivo de Inédito Special edition y en el Inédito Special Edition en 2012, que fue lanzado a fines de noviembre de 2012. Con la edición especial logró entrar de nuevo a la FIMI en la posición #5.

## Posicionamiento en listas
| País    | Lista (2012)  | Mejor posición |
| ------- | ------------- | -------------- |
| Croacia | Radio Airplay | 100            |
| España  | PROMUSICAE    | 50             |
| Italia  | Nielsen Music | 24             |